# Гранит-Шоулс (Техас)
Гранит-Шоулс (англ. Granite Shoals) — місто (англ. city) в США, в окрузі Бернет штату Техас. Населення — 5129 осіб (2020).

## Географія
Гранит-Шоулс розташований за координатами 30°35′23″ пн. ш. 98°22′39″ зх. д. / 30.58972° пн. ш. 98.37750° зх. д. (30.589729, -98.377605).  За даними Бюро перепису населення США в 2010 році місто мало площу 14,67 км², з яких 11,70 км² — суходіл та 2,97 км² — водойми.

## Демографія
Згідно з переписом 2010 року, у місті мешкало 4910 осіб у 1709 домогосподарствах у складі 1273 родин. Густота населення становила 335 осіб/км².  Було 2467 помешкань (168/км²).
Расовий склад населення:
| - 78,2 % — білих - 1,4 % — чорних або афроамериканців - 1,2 % — корінних американців - 0,3 % — азіатів - 16,6 % — осіб інших рас |

До двох чи більше рас належало 2,3 %. Частка іспаномовних становила 45,3 % від усіх жителів.
За віковим діапазоном населення розподілялося таким чином: 28,6 % — особи молодші 18 років, 57,8 % — особи у віці 18—64 років, 13,6 % — особи у віці 65 років та старші. Медіана віку мешканця становила 34,9 року. На 100 осіб жіночої статі у місті припадало 104,9 чоловіків;  на 100 жінок у віці від 18 років та старших — 103,5 чоловіків також старших 18 років.
Середній дохід на одне домашнє господарство  становив 42 090 доларів США (медіана — 35 070), а середній дохід на одну сім'ю — 41 906 доларів (медіана — 33 841). Медіана доходів становила 29 758 доларів для чоловіків та 24 398 доларів для жінок. За межею бідності перебувало 34,8 % осіб, у тому числі 41,5 % дітей у віці до 18 років та 14,5 % осіб у віці 65 років та старших.
Цивільне працевлаштоване населення становило 1715 осіб. Основні галузі зайнятості: мистецтво, розваги та відпочинок — 19,1 %, освіта, охорона здоров'я та соціальна допомога — 12,9 %, будівництво — 12,6 %.